# هجوم الأفواج المئة
هجوم الأفواج المئة (بالصينية: 百團大戰. 20 أغسطس – 5 ديسمبر 1940)، حملة كبيرة شنتها كتائب الجيش القومي الثوري التابع للحزب الشيوعي الصيني، بقيادة بينغ دهواي، على الجيش الياباني الإمبراطوري في الصين الوسطى. لطالما كانت المعركة محور بروباغندا في تاريخ الحزب الشيوعي الصيني، لكنها صارت «جريمة» بينغ دهواي في أثناء الثورة الثقافية. ما زال الجدل قائمًا حول تفاصيل متعلقة بشنّها وعواقبها.

## خلفية
في عامَي 1939–1940 شنت اليابان أكثر من 109 حملة صغيرة ضم كل منها نحو 1,000 مقاتل، و10 حملات كبيرة ضم كل منها 10 آلاف مقاتل، للقضاء على الفصائل الشيوعية في سهول خبي وشاندونغ. إلى جانب هذا شن جيش الحكومة الوطنية المُعاد تنظيمها، المتعاونة مع وانغ جينغوي، هجومًا على فصائل الحزب الشيوعي الصيني.
كان بين قوات المقاومة المضادة لليابانيين -لا سيما في الكومينتانغ- شعور عام قوي بأن الحزب الشيوعي الصيني لم يساهم في الحرب بما فيه كفاية، وأنه لم يهمه إلا توسيع قاعدة سلطته. من أجل تلك الظروف خطط الحزب الشيوعي الصيني شن هجوم عظيم، لإثبات أنه يساهم في الجهود الحربية بما يكفي، وإصلاح ما بينه وبين الكومينتانغ من علاقات.

## المعركة
قدّر جيش المنطقة الصينية الشمالية الياباني أن قوة النظاميين الشيوعيين بلغت نحو 88 ألف مقاتل في ديسمبر 1939. بعد عامين عدّل تقديره وجعله 140 ألف مقاتل. في عشية يوم المعركة وصل تعداد القوات الشيوعية إلى 400 ألف جندي، موزَّعين على 105 أفواج. حقق جيش الطريق الثامن نجاحًا ساحقًا وتوسعًا بالغًا ضد اليابانيين، فطمع تشو دي وبقية القيادة العسكرية في اجتذاب الجيش الياباني وإحراز نصر.
بحلول عام 1940 كان التوسع قد بلغ حدًّا مثيرًا للعجب، إلى حد أن تشو دي أمر الجنود النظاميين الشيوعيين (كانوا ضمن 46 فوجًا من الفرقة رقم 115، و47 فوجًا من الفرقة رقم 129، و22 فوجًا من الفرقة رقم 120) بهجوم منسق على المدن التي في قبضة اليابانيين، وعلى خطوط السكك الحديدية الرابطة بينها. بحسب ما جاء في البيان الرسمي للحزب الشيوعي الصيني، بدأت المعركة في 20 أغسطس. منذ 20 أغسطس إلى 10 سبتمبر هاجمت القوات الشيوعية خط السكة الحديدية الذي كان يفصل مناطق القاعدة الشيوعية، وعلى وجه التحديد: ما بين دتشو وشيجياتشوانغ في خبي، وشيجياتشوانغ وتاي يوان في شانشي الوسطى، وتاي يوان داتونغ في شانشي الشمالية. في الأصل كان أمر بينغ بشن المعركة يتضمن 20 فوجًا، لكنه في 22 أغسطس اكتشف أن أفواجًا تجاوز عددها 80 فوجًا شاركت في المعركة، من دون إخباره.